# Pesaro-Madonna
De Pesaro-Madonna of Madonna met heiligen en leden van de familie Pesaro is een schilderij van de Venetiaanse renaissanceschilder Titiaan uit 1519-1526. Het altaarstuk is bijna vijf meter hoog en bevindt in de Santa Maria Gloriosa dei Frari, de franciscaner kerk waarvoor het werd gemaakt. De opdrachtgever was Jacopo Pesaro, sinds 1495 bisschop van Paphos, voor wie Titaan al eerder het altaarstuk Jacopo Pesaro voor de heilige Petrus had geschilderd. De Pesaro-Madonna was bestemd voor het altaar van de Onbevlekte Ontvangenis, dat Pesaro op 2 januari 1518 in perpetuum had verworven voor zijn familie. In dezelfde kerk bevindt zich ook Titiaans monumentale Maria-Tenhemelopneming uit 1516-1518.

## Beschrijving
Het schilderij is een originele variatie op de sacra conversaziones van Titiaans leermeester Giovanni Bellini, die altijd strikt symmetrisch waren opgebouwd. Titiaan koos voor een asymmetrische compositie, waarin vooral de twee enorme zuilen die tot de wolken reiken, opvallen. De Madonna met het Christuskind is naar rechts verschoven en de aanwezige heiligen hebben zich informeel rond haar troon opgesteld, met rechts Franciscus van Assisi – herkenbaar aan zijn stigmata – en de franciscaanse heilige Antonius van Padua en in het midden, recht voor de Madonna, de apostel Petrus met zijn sleutel. Het geheel wordt in evenwicht gehouden door Titiaans doordachte kleurgebruik, zoals de vlag die het rode gewaad van Maria weerspiegelt.
Terwijl Maria en Petrus minzaam naar de knielende Jacopo Pesaro kijken, vestigt Franciscus de aandacht van het Christuskind op Jacopo's familieleden, die zich rechts vooraan hebben opgesteld. De stichters zijn zoals gebruikelijk allemaal in profiel afgebeeld, behalve de jongste – een neef van Jacopo – die de toeschouwer aankijkt. De groep uiterst links, bestaande uit een geharnaste vaandeldrager met de pauselijke banier (waarschijnlijk Sint-Mauritius) die twee Turkse gevangenen met zich mee voert, verwijst naar de overwinning die Jacopo Pesaro, bevelhebber van de pauselijke vloot, in 1502 op de Turken had behaald tijdens de zeeslag bij Santa Maura (Lefkada) en die ook de aanleiding was voor het eerdere altaarstuk. Boven de scène zweven twee engeltjes die een houten kruis oprichten als aankondiging van Jezus' lijden.
De ongebruikelijke compositie was het resultaat van een lange ontstaansperiode, waarin Titiaan de opzet meerdere keren wijzigde. Hij kreeg de opdracht in 1519, maar het werk was pas in 1526 voltooid. De introductie van de stichters in het schilderij was iets nieuws in Venetië, waar dergelijke grote altaarstukken doorgaans frontaal waren uitgevoerd en dienstdeden tijdens de eredienst van de hele gemeenschap. In dit geval gaat alle aandacht uit naar Jacopo Pesaro die een plek in de openbare ruimte voor zichzelf en zijn familie heeft gereserveerd. De overhoeks weergegeven architectuur suggereert het veranderende perspectief van iemand die aan komt lopen en het altaarstuk lijkt zich daardoor meer te richten op de subjectieve blik van één persoon, bijvoorbeeld een ander familielid, dan op de hele Venetiaanse gemeenschap.